# Parádi-Tarna
A Parádi-Tarna a Mátrában ered, Parádsasvár településtől északnyugatra, Heves vármegyében, mintegy 620 méteres tengerszint feletti magasságban. A patak forrásától kezdve keleti, majd délkeleti irányban halad, majd Sirok déli részénél éri el a Tarnát. A patak vízgyűjtő területén közel 7000 ember él. A patak útja során négyszer keresztezi a 24-es főútvonalat.

## Vízrajza

### Mellékvizei
A Parádi-Tarnát lefolyásával megegyezően felsorolva a következő patakok vizei táplálják: a Köszörű-patak, a Köves-patak, amelybe a Szőke-víz-patak torkollik, az Ilona-patak, a Baláta-patak, a Balla-patak, a Kürti-patak, a Csevice-patak (amelybe a Györke-patak és a Miklós-patak torkollik), a Búzás-patak, a Baj-patak és a Hosszú-patak.

### Vízrendszere
| Patakok, csermelyek | Csermelyek, erek |
| ------------------- | ---------------- |
| Parádi-Tarna        |                  |
| Köszörű-patak       |                  |
| Köves-patak         |                  |
| Ilona-patak         |                  |
| Baláta-patak        |                  |
| Balla-patak         |                  |
| Kürti-patak         |                  |
| Csevice-patak       |                  |
| Búzás-patak         |                  |
| Baj-patak           |                  |

## Állatvilága
A patak halfaunáját a következő halak alkotják: bodorka (Rutilus rutilus), domolykó (Leuciscus cephalus), fenékjáró küllő (Gobio gobio), sügér (Perca fluviatilis), kövi csík (Barbatula barbatula), küsz (Alburnus alburnus), naphal (Lepomis gibbosus), sujtásos küsz (Alburnoides bipunctatus), vágó csík (Cobitis elongatoides), vörösszárnyú keszeg (Scardinius erythrophthalmus).

## Part menti települések
A patak partjai mentén több, mint 7000 fő él.
- Parádsasvár
- Parád
- Recsk
- Sirok